# Glósóli
Glósóli (isländska för Glödande sula) är en sång av det isländska postrockbandet Sigur Rós från albumet Takk... från 2005. Sången släpptes tillsammans med Sæglópur som singlar i augusti 2005, och i september släpptes även Hoppípolla som singel från samma album.
Namnet på sången är en sammansättning av verbet glóa som betyder ”glöda” eller ”glittra” och sóli som betyder ”sula”. Däremot är stammen i ordet sóli identisk med ordet för ”sol”, sól så tillsammans låter ordet också som ”glödande sol”.